# داده‌ورزی مجلس
انفورماتیک مجلس به معنای به کارگیری فناوری اطلاعات در مستندات و فعالیت‌های مرتبط با قانون‌گذاری مجلس‌ها می‌باشد. مهم‌ترین حوزه مورد توجه، فرایند تدوین قوانین، در قالبی قابل فهم برای انسان‌ها و نیز ماشین است، به گونه‌ای که بتوان اطلاعات و نیز آمارهایی را پیرامون موارد زیر در اختیار داشت:
- افراد قانون‌گذار (نمایندگان پیشنهادکننده طرح)؛
- پروپوزال‌های قانونی؛
- آرا پیرامون طرح‌ها؛
- متن طرح‌ها و لوایح.

ابزارها و مباحث پیرامون انفورماتیک مجلس هم توسط نهادهای رسمی و هم توسط نهادهای غیردولتی انتفاعی یا غیرانتفاعی دنبال می‌گردد. انگیزه چنین فعالیت‌هایی هم از مدیریت مجلس، تا لابی یا تسهیل شفافیت و اطلاع‌رسانی دموکراتیک مختلف است.استفاده از انفورماتیک مجلسی دارای روند فزاینده‌ای در رویه‌های نظارت بر مجلس است. در سپتامبر 2011، گزارش مشترک مؤسسه ملی دموکراسی (National Democratic Institute) و بانک جهانی گزارش مشترکی را منتشر کردند. این گزارش که حاوی نظرسنجی از سازمان‌های نظارت بر مجلس (PMO) بود، نشان داد که انفورماتیک مجلسی تقریباً توسط 40 درصد از این سازمان‌ها در سطح دنیا مورد استفاده قرار می‌گیرد. در این گزارش بیان شده‌است که: "این ابزارها می‌توانند به‌صورت خودکار اطلاعات را از وب‌سایت‌های مجلس و سایر منابع اطلاعاتی دنیا جمع‌آوری کرده، آنها را مصورسازی کرده (همچون نمودارها و نقشه‌های نمایان کننده پول در سیاست)، و بستری را برای شهروندان به منظور تعامل با نمایندگان مجالس یا مشارکت در نظارت بر مجلس و تحلیل سیاست‌ها فراهم می‌نمایند."